# دان أولمستد
دان أولمستيد (بالإنجليزية: Dan Olmsted)‏ هو صحفي ورئيس تحرير سابق لشركة يونايتد برس انترناشيونال، وهي وكالة أنباء لكنيسة التوحيد نيوز وورلد كوميونيكيشنز. كتب أولمستيد سلسلة من التقارير التي تربط بين اللقاحات والتوحد، وهي فرضية لم تكن مثبتة. كتب أولمستد العديد من الأعمدة المرتبطة بالصحة والطب بشكل منتظم في صحيفة واشنطن تايمز، وتمت مشاركتها على المستوى الوطني من مكتب واشنطن العاصمة. كان يملك وتحرير موقع Age of Autism ، وهو موقع وصفه بأنه «صحيفة يومية لوباء التوحد»، حيث يسأل المؤيدين له عن سلامة اللقاحات. كتب أولمستيد مقال في عام 2002، جنبًا إلى جنب مع المراسل مارك بنيامين، الذي ربط بين مخدر لاريام الذي يعطى للأفراد العسكريين واضطرابات الصحة النفسية في الجنود.
شارك أولمستد في كتابة أربعة كتب مع مارك بلاكسيل، المؤسس المشارك لموقع Age of Autism: الإنكار الأخير: كيفية رفض مواجهة الحقائق حول التوحد الوبائي بما يضر الأطفال والأسر ومستقبلنا. لم ينشر هذا الكتاب إلا بعد وفاته في عام 2017.

## موقعAge of Autism
في الفترة من 2005 إلى يوليو 2007، كتب أولمستيد عن نتائج تحقيقاته المتعلقة بالوباء العالمي الواضح للتوحد في سلسلة من الأعمدة بعنوان عصر التوحد. على الرغم من أن بعض البحوث العلمية تشير إلى أن التوحد هو اضطراب وراثي في المقام الأول وأن الزيادات المبلغ عنها هي أساسًا بسبب التغيرات في الممارسات التشخيصية، ادعى أولمستيد أن الزيادات ترجع إلى التسمم بالزئبق، وخاصةً من اللقاحات، وأن عامل الوراثة في الغالب ثانوي. على الرغم من واصلة أولمستيد تقديم هذا الادعاء، تم إزالة الثيميروسال، الحافظة التي تحتوي على الزئبق اللوم من أولمستيد، من معظم اللقاحات كاجراء وقائي بدأت في أواخر التسعينات، مع عدم وجود تأثير على معدلات تشخيص التوحد.

## رد فعل الكونغرس
أعلنت كارولين مالوني عضوة الكونغرس الأمريكي في 30 مارس / آذار 2006 أنها ستصوغ تشريعات تدعو إلى إجراء دراسات علمية تتحري عن الثيومرسال والتوحد نقلًا عن تقارير أولمستيد، إضافةً إلى العديد من الدراسات التي أُجريت بالفعل. تم تقديم مشروع القانون في مجلس النواب الأمريكي في نيسان / أبريل 2006. أعلن مالوني هذا الإعلان في مؤتمر صحفي للنادي الوطني للصحافة في واشنطن العاصمة، جنبًا إلى جنب مع أولمستيد وديفيد كيربي.

## نقد
لم تجد العديد من الدراسات العلمية دليلًا موثوقًا على أن اللقاحات التي تحتوي على الثيميروسال ولقاح الحصبة والنكاف والحصبة الألمانية تسبب التوحد، ونشأ الجدل حول لقاح الحصبة والنكاف والحصبة الألمانية في ذلك الوقت ليكون نتيجة "للغش المتطور" على الباحث البريطاني أندرو ويكفيلد. في تقييم نقدي أجرته مجلة كولومبيا للصحافة حول الجدل الثيميروسي، وصف صحفيون مجهولون تقارير أولمستيد عن السكان غير الملقحين بأنها "مضللة". ويعتقد كلا المصدرين أن أولمستد قد طرح رأيه حول هذه المسألة، وأنه يبلغ عن الحقائق التي تدعم استنتاجاته ".

## وفاته
توفي أولمستيد في 23 يناير / كانون الثاني 2017 من جرعة زائدة من دواء وصفة طبية، وفقًا لزوجته مارك ميليت.

## روابط خارجية
- AgeOfAutism.com - دان أولمستد، Editor: Dan Olmsted